# Promachus versicolor
Promachus versicolor là một loài ruồi trong họ Asilidae. Promachus versicolor được Hobby miêu tả năm 1936. Loài này phân bố ở vùng nhiệt đới châu Phi.